# Divja mačka
Divja mačka (znanstveno ime Felis silvestris) je manjša mačka iz rodu Felis, tj. običajnih malih mačk.

## Razširjenost
Divja mačka je razširjena po celinski Evropi, jugozahodni Aziji in savanah Afrike. Delimo jo na tri skupine s podvrstami:  
- Evropska divja mačka – navadno evropsko divjo mačko najdemo po vsej Evropi in zahodni Rusiji, razen na večini Britanskega otočja in v Skandinaviji. V Sloveniji so najpogostejše v osrednji Sloveniji, medtem ko se njihovo število proti Panonski nižini in Alpam zmanjšuje.
- Afriške divje mačke živijo v sebi primernem življenjskem prostoru po vsej Afriki in Arabskem polotoku.
- Azijske divje mačke živijo na Bližnjem vzhodu, v južni Rusiji, zahodni Kitajski in zahodni Indiji.

Domača mačka naj bi bila udomačena iz podvrste Felis silvestris lybica, ki živi naravno v severni Afriki. S človekom je domača mačka naselila ves svet. Leta 2021 je bila divja mačka upodobljena na znamki Pošte Slovenije v okviru serije EUROPA – ogrožene divje živalske vrste.

## Življenjsko okolje
Evropske divje mačke živijo predvsem v listnatih gozdovih, lahko pa jih najdemo tudi v iglastih gozdovih. Ne prenesejo preveč mrzlega podnebja in snega, zato jih visoko v gorah ne bomo videli. Človeka se izogibajo in so pogostejše v območjih, kjer je gostota prebivalstva nizka. Afriške divje mačke živijo v zelo različnih okoljih, ni jih samo v deževnih gozdovih. V puščavah se zadržujejo v gorah in ob vodi. V gorah grejo tudi do višine 3000m. Azijske divje mačke živijo predvsem v polpuščavah, a jih najdemo tudi drugod, npr. visoko v gorah.

## Telesne značilnosti
Teža se nekoliko razlikuje od podvrste do podvrste, povprečno pa odrasli samci tehtajo 4–5 kg (F.s.silvestris: 5 kg), izjemoma tudi 7 kg. Samice pa so lažje in tehtajo povprečno 2,7–4 kg (F.s.silvestris: 3,5 kg). V dolžino merijo od 50 do 75 cm, rep pa je dolg od 21 do 35 cm.
Po navadi so sivo-rjave barve s košatim repom in s črnimi progami po celotnem telesu. Njihova dlaka pa je kratka in mehka.  Evropske divje mačke imajo dolgo zimsko dlako, zato so včasih videti večje od ostalih divjih mačk. Azijske divje mačke so bolj rumene-rdeče barve s temnimi lisami in včasih progami. Afriške divje mačke je težko razlikovati od domačih mačk. Imajo svetlejšo in krajšo dlako od evropskih in njihov rep je precej manj košat. Po barvi se precej razlikujejo od podvrste do podvste, v glavnem pa so sive do rjave s temnimi lisami in progami. Imajo značilno rdečo liso za ušesi.
Človek je vzgojil veliko različnih pasem domačih mačk, ki se zelo razlikujejo po barvi, dolžini dlake in velikosti.
Mačke imajo pet prstov na vsaki taci, od katerih pa je en prst obrnjen nazaj in dvignjen, tako da se ne dotika tal. Značilnost večine mačk je da lahko svoje kremplje vpotegnejo in jih s tem ohranjajo ostre.
Imajo visoko razvito zobovje, ki je prilagojeno hranjenju z mesom. Podočniki, ki so pri vseh zvereh zelo dolgi, so odlični za ubijanje in držanje plena.

## Razmnoževanje
V času ko se samica goni, se okoli nje zbere več samcev. Te se med sabo prepirajo in pretepajo da bi si priborili pravico do parjenja. Samice se bodo pogosto parile z več samci.
Čas parjenja je odvisen od podnebja, v katerem podvsta živi. Pri evropski divji mački je to v pozni zimi (januar do marec), tako da se mladiči skotijo spomladi, največkrat maja. Pri afriških in azijskih mačkah je čas parjenja precej daljši zaradi bolj stabilnega podnebja (september do marec). Po 56 do 68 dneh brejosti skoti samica na zavarovanem mestu navadno 3 ali 4 mladiče, izjemoma tudi 8.
Samice postanejo spolno zrele pri 10-11 mesecih starosti, samci pa pri 9-22 mesecih. Mladiči so ob rojstvu slepi. Tehtajo okoli 100g . V brlogu sesajo pri materi mleko od 4 do 12 tednov. Oči odprejo pri 10 dnevu starosti. Pri materi ostanejo 4 do 10 mesecev. V tem času jih mati nauči loviti in preživeti. Nato zapustijo mater in se osamosvojijo. Samci nič ne pomagajo pri skrbi za mladiče.

## Trajanje življenja
Divje mačke živijo v naravi do 15 let, veliko jih umre že v prvem letu.

## Vedenje
Divje mačke so aktivne predvsem ponoči ter ob sončnem vzhodu in zahodu. Predvsem azijske mačke pa so aktivne včasih tudi podnevi. V noči prepotujejo velike razdalje v iskanju plena. 
Divje mačke so v glavnem samotarji in le redko jih vidimo v skupini. Nekoliko bolj socialne so domače mačke, a tudi te ne preveč.
V redkih skupinah pa vlada stroga hierarhija, položaj pa si osebki priborijo z mnogimi pretepi. Samci, potem ko se osamosvojijo večinoma zapustijo kraj rojstva, medtem ko se samice bolj držijo tega kraja.

## Podvrste
Afriške podvrste: 
Felis silvestris brockmani (vzhodna Afrika)
Felis silvestris cafra (južna Afrika)
Felis silvestris foxi (zahodna Afrika)
Felis silvestris griselda (osrednja Afrika)
Felis silvestris libyca - afriška divja mačka (severna Afrika)
Felis silvestris ocreata (vzhod osrednje Afrika)
Felis silvestris pyrrhus (zahod osrednje Afrika)
Azijske podvrste: 
Felis silvestris caudata (območje Kaspijskega morja)
Felis silvestris ornata - indijska puščavska mačka (od Indije do Irana)
Felis silvestris shawiana (Ljudska republika Kitajska and Mongolija)
Evropske podvrste: 
Felis silvestris cretensis - kretska divja mačka (Kreta),  (izumrla, čeprav so poročali o videnjih te mačke).
Felis silvestris caucasia - kavkaška divja mačka (Kavkaško gorovje in Turčija)
Felis silvestris grampia - škotska divja mačka (severna in zahodna Škotska)
Felis silvestris reyi - korziška divja mačka (Korzika)
Felis silvestris sarda (Sardinija in Sicilija)
Felis silvestris silvestris - evropska divja mačka (Evropa)
Felis silvestris tartessia - južno španska divja mačka (Iberski polotok)
Domača mačka:
Felis silvestris catus - domača mačka (razširjena po celem svetu)